# Константин Станиславски
Константин Сергеевич Станиславски е руски съветски актьор, режисьор, педагог и теоретик на театъра. Създава школа и направление, които представляват нов етап в развитието на сценичния реализъм. Съвременният театър е изграден върху теорията на Станиславски. Той е автор на редица трудове, голяма част от които са публикувани в България. Станиславски учи в „Алексеевския кръжок“, който поставя водевили и оперети.

## Творческа биография
Роден е на 17 януари 1863 г. През 1888 г. основава (заедно с режисьора А. Ф. Федотов и педагога Фьодор Комисаржевски) Дружество за изкуство и литература. Първите му режисьорски опити са поставянето на пиесите „Плодовете на просвещението“ от Лев Толстой, 1891 г., „Потъналата камбана“ от Герхард Хауптман, 1898 г., и др.
През 1898 г. съвместно с Владимир Немирович-Данченко основава Московски художествен театър (МХТ), в чиято трупа влизат актьорите от Дружеството за изкуство и литература и ученици на Немирович-Данченко от Музикално-драматичното училище към Московското филхармонично дружество. Първият спектакъл на трупата е „Цар Фьодор Йоанович“ от Алексей Толстой (1898 г., пост. от Станиславски и А. А. Санин). Истинското начало на МХТ и на новото сценично изкуство обаче е свързано с поставянето на пиесата „Чайка“ от Антон Чехов (1898 г., реж. Станиславски и Немирович-Данченко). Следват „Вуйчо Ваньо“ (1899 г.), „Три сестри“ (1901 г.) и „Вишнева градина“ (1904 г.) от Чехов, пиесите на Максим Горки „Еснафи“ и „На дъното“ (1902 г., заедно с В. И. Немирович-Данченко).

## Заслуги
В периода на разпространяване на различни декадентски течения Станиславски поставя в условно-символичен план „Драма на живота“ от Хамсунг и „Животът на човека“ от Андреев (1907 г.), а по-късно „Д-р Щокман“ от Хенрик Ибсен. През 1912 г. заедно с Леополд Сулержицки организира при МХТ „Първа студия“. След 1917 г. поставя пиесите „Горещо сърце“ на Александър Островски (1926 г.), „Безумният ден, или Сватбата на Фигаро“ на Пиер Бомарше (1927 г.), спектакъла „Брониран влак 14 – 69“ на Всеволод Иванов (1927 г.), ръководи постановките на спектаклите „Унтиловск“ на Леонид Леонов (1928 г.), „Мъртви души“ по Николай Гогол (1932 г.), „Таланти и поклонници“ от А. Островски (1933 г.) и др. От 1918 г. е ръководител на Оперната студия към Болшой театър, по-късно Оперен театър „К. С. Станиславски“, а през 1935 г. създава Оперна драматична студия.
Константин Станиславски умира на 7 август 1938 г. в Москва.